# Osoyoos
Osoyoos város Kanadában, Brit Columbia tartományban, nem messze az amerikai határtól, az Osoyoos-tó partján.

## Népesség
A város lakossága körülbelül 4850 fő, de a nyári hónapokban a lakosságszám jelentősen megemelkedik, elsősorban a belföldi turizmusnak köszönhetően. A nemzetközi idegenforgalomra kedvező hatással van a várostól másfél órányi autóútra fekvő Kelowna Nemzetközi Repülőtér. A település a kanadai nyugdíjasok körében is népszerű.

## Testvértelepülések
- Palm Desert, Kalifornia, Egyesült Államok

## Fordítás
- Ez a szócikk részben vagy egészben  az   Osoyoos, British Columbia című angol Wikipédia-szócikk ezen változatának fordításán alapul.  Az eredeti cikk szerkesztőit annak laptörténete sorolja fel. Ez a jelzés csupán a megfogalmazás eredetét és a szerzői jogokat jelzi, nem szolgál a cikkben szereplő információk forrásmegjelöléseként.

## Külső hivatkozások
- Hivatalos honlap (angolul)